# كيم تاي هوان
كيم تاي هوان (مواليد 24 يوليو 1989) هو لاعب كرة قدم كوري جنوبي يلعب في مركز الجناح أو مدافع في نادي أولسان هيونداي.

## وصلات خارجية
- كيم تاي هوان على موقع دوري كوريا الجنوبية (الإنجليزية)
- كيم تاي هوان على موقع قاعدة بيانات كرة القدم.إي يو (الإنجليزية)
- كيم تاي هوان على موقع ناشيونال فوتبول تيمز (الإنجليزية)
- كيم تاي هوان على موقع Soccerway.com (الإنجليزية)
- كيم تاي هوان على موقع عالم كرة القدم.نت (الإنجليزية)